# Telefoon uit Amerika
Telefoon uit Amerika is een hoorspel van Christoph Buggert. Auslandsgespräch werd op 26 maart 1968 door de Westdeutscher Rundfunk uitgezonden. De AVRO bracht het op donderdag 20 november 1969. De vertaling was van Erna van de Beek. De regisseur was Dick van Putten. Het hoorspel duurde 57 minuten.

## Rolbezetting
- Eva Janssen (moeder)
- Tonny Foletta (vader)
- Hans Karsenbarg (Robert)
- Corry van der Linden (Anna)
- Jos van Turenhout (Erik)

## Inhoud
Vader viert zijn zestigste verjaardag en met moeder wacht hij al uren op de grote gebeurtenis van deze dag: het telefoontje uit Amerika, een gelegenheid om eindelijk weer eens met de zoon te spreken, zijn stem te horen en die van de jonge vrouw en het kleinzoontje dat "daar" geboren werd. Het wachten duurt maar, en met de herinneringen die opduiken, keren ook de pijnlijke momenten terug van de manier waarop de zoon van het ouderlijk huis vervreemdde. Voor de begaafde jongen had de vader nog vol fierheid de studie mogelijk gemaakt, maar dan - als de zoon zich aan een beroep ging wijden - waren er steeds vaker pijnlijke situaties waarbij ze naast elkaar  gingen praten. En vandaag laat het telefoontje uit Amerika er geen twijfel meer aan bestaan: ze spreken niet meer dezelfde taal…